# 사이버보츠: 풀메탈 매드니스
《사이버보츠: 풀메탈 매드니스》는 캡콤이 제작한 1995년 대전 격투 게임이다. CP 시스템 II 아케이드 기판으로 개발됐으며, 등장인물 전원이 메카를 탑승한 것이 특징이다.
아케이드용으로 먼저 출시됐으며, 이후 1997년 세가 새턴과 플레이스테이션로 가정용 이식판이 출시됐다. 2021년 《캡콤 아케이드 스타디움》, 2022년 《캡콤 파이팅 컬렉션》에 수록됐다.

## 출시
《사이버보츠》는 1995년 4월 20일 아케이드로 먼저 출시됐다. 1997년 3월 28일 세가 새턴으로, 같은 해 12월 25일 플레이스테이션으로 일본 지역에서만 이식판이 출시됐다. 세가 새턴판의 경우 1MB RAM 확장 카트리지를 필요로 한다. 2011년, 플레이스테이션판이 일본에서 플레이스테이션 네트워크를 통해 디지털 재발매됐다.
2022년 6월 24일, 닌텐도 스위치, 플레이스테이션 4, 엑스박스 원 및 마이크로소프트 윈도우로 출시된 《캡콤 파이팅 컬렉션》에 수록됐다.

## 후속
등장인물 사오토메 진은 《마블 vs. 캡콤》 시리즈에서 플레이어 캐릭터 및 카메오로 출연했으며, 1998년 3D 대전 격투 게임 《테크 로맨서》에서도 플레이어 캐릭터로 등장했다. 보스 프린세스 데빌로트는 《슈퍼 퍼즐 파이터 II 터보 (1996)》, 《프로젝트 크로스 존 (2012)》, 《퍼즐 파이터 (2018)》에 플레이어 캐릭터로 등장했다.

## 참조

### 내용주
1. ↑  영어: Cyberbots: Full Metal Madness, 일본어: サイバーボッツ